# 小桧山吉紀
小桧山 吉紀（小檜山 吉紀、こひやま よしのり、1950年〈昭和25年〉5月27日 - ）は、日本の政治家。青森県三沢市長（2期）。元青森県議会議員（3期）、元三沢市議会議員（2期）。

## 来歴
青森県上北郡大三沢町（現：三沢市）出身。三沢市立岡三沢小学校、三沢市立第一中学校、青森県立三沢商業高等学校、帝京大学経済学部、八戸学院大学短期大学部幼児教育学科卒業。
2000年に三沢市議会議員に初当選。2007年に青森県議会議員に初当選。議員時代は自由民主党に所属した。
三沢市長の種市一正の後継指名を受け、2018年12月28日、任期満了に伴う市長選挙に立候補する意向を表明した。
2019年の三沢市長選挙には小桧山と、元市長の鈴木重令の長男で、元市議の鈴木重正が立候補した。自民党籍を持つ小桧山と鈴木は党三沢市支部に推薦申請したが、同支部はともに推薦しないことを決定した。小桧山には市議10人、鈴木には市議6人が支援に回った。市長選は6月2日に執行。小桧山が保守政界を二分した激戦を勝ち抜き、初当選を果たした。6月17日、市長就任。
※当日有権者数：32,029人 最終投票率：69.09%（前回比：－3.09pts）
| 候補者名   | 年齢 | 所属党派 | 新旧別 | 得票数   | 得票率 | 推薦・支持 |
| ---------- | ---- | -------- | ------ | -------- | ------ | ---------- |
| 小桧山吉紀 | 69   | 無所属   | 新     | 12,060票 | 55.27% |            |
| 鈴木重正   | 50   | 無所属   | 新     | 9,762票  | 44.73% |            |

2023年5月28日に市長選挙が告示されたが小桧山以外に立候補の届出がなかったことから、無投票での再選が決まった。

## 市政
- 2020年6月2日、新型コロナウイルス対策の財源に充てるため、自身の12月期末手当を50％減額すると発表した[7]。